# محمد سانه
محمد سانه (انگلیسی: Muhammed Sanneh؛ زادهٔ ۱۹ فوریهٔ ۲۰۰۰) بازیکن فوتبال اهل گامبیا است.
از باشگاه‌هایی که در آن بازی کرده است می‌توان به باشگاه فوتبال بانیک استراوا و باشگاه فوتبال پایده لینامیسکوند اشاره کرد.
وی همچنین در تیم‌های ملی فوتبال زیر ۲۰ سال گامبیا و گامبیا بازی کرده است.